# Vicuña Mackenna (Argentina)
Vicuña Mackenna é um município da província de Córdova, na Argentina.